# HD 38871
HD 38871，又名CD-46 1999，SAO 217521、HR 2008，是一颗恒星，视星等为5.31，位于銀經253.21，銀緯-30.16，其B1900.0坐标为赤經5h 43m 41s，赤緯-46° -30.16′ 2″。